# Rekortan

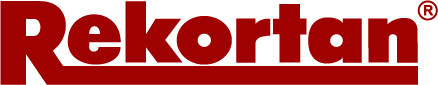
Rekortan Logo

Rekortan steht, ähnlich wie Tartan oder Spurtan, für verschiedene Sportbodensysteme auf Polyurethanbasis. Rekortan wird als Handelsmarke von der Advanced Polymer Technology-Gruppe lizenziert. Es wird heute weltweit von mehreren Tochterunternehmen der deutschen Sport Group TopCo hergestellt und vertrieben.
Die unter Rekortan laufenden Systeme sind für den Breiten- und Hochleistungssport ausgelegt. Das vom Weltleichtathletikverband anerkannte und zertifizierte System läuft unter der Bezeichnung Rekortan M99.
Rekortan M99 ist ein impermeables (undurchlässiges) 3-Schichten-Sportbodensystem aus Vollkunststoff (FULL PU System), bestehend aus aufeinanderfolgenden Polyurethanbeschichtungen und SBR- bzw. EPDM-Granulaten. Das geprüfte System verfügt im Gegensatz zu den Elastikschichten der Spurtan-Systeme über eine mittlere mikroschäumende Polyurethanschicht, die für den vom Weltleichtathletikverband spezifizierten Kraftabbau zuständig ist.
Rekortan Systeme werden in situ auf Asphalt- oder Betonuntergründen verlegt. Für die Verlegung sind keine speziellen Sportbodenbaumaschinen notwendig.

## Referenzen
- http://www.rekortanspurtan.com/rekortan/rekortanm99.html